# 스타디온 츠르베나 즈베즈다
스타디온 츠르베나 즈베즈다(세르비아어: Стадион Црвена Звезда/Stadion Crvena Zvezda)는 세르비아 베오그라드에 위치한 다목적 경기장으로 FK 츠르베나 즈베즈다와 세르비아 축구 국가대표팀의 홈구장으로 사용되고 있다. 경기장 이름은 세르비아어로 "붉은 별"을 뜻한다. 1963년에 개장했으며 55,538명을 수용할 수 있다. 세르비아에서는 마라카나(Marakana), 스타디온 라이코 미티치(Stadion Rajko Mitić)라는 이름으로 불리기도 한다.

## 기록

### 2002년 FIFA 월드컵 유럽 지역 예선
| 날짜            | 팀 1         | 스코어 | 팀 2      | 라운드 |
| --------------- | ------------ | ------ | --------- | ------ |
| 2001년 4월 25일 | 유고슬라비아 | 0 - 1  | 러시아    | 1조    |
| 2001년 8월 15일 | 유고슬라비아 | 2 - 0  | 페로 제도 | 1조    |

## 사진

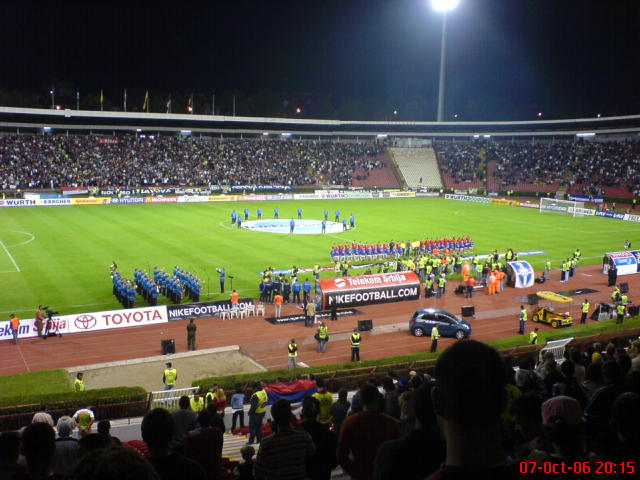
경기장 내부 모습
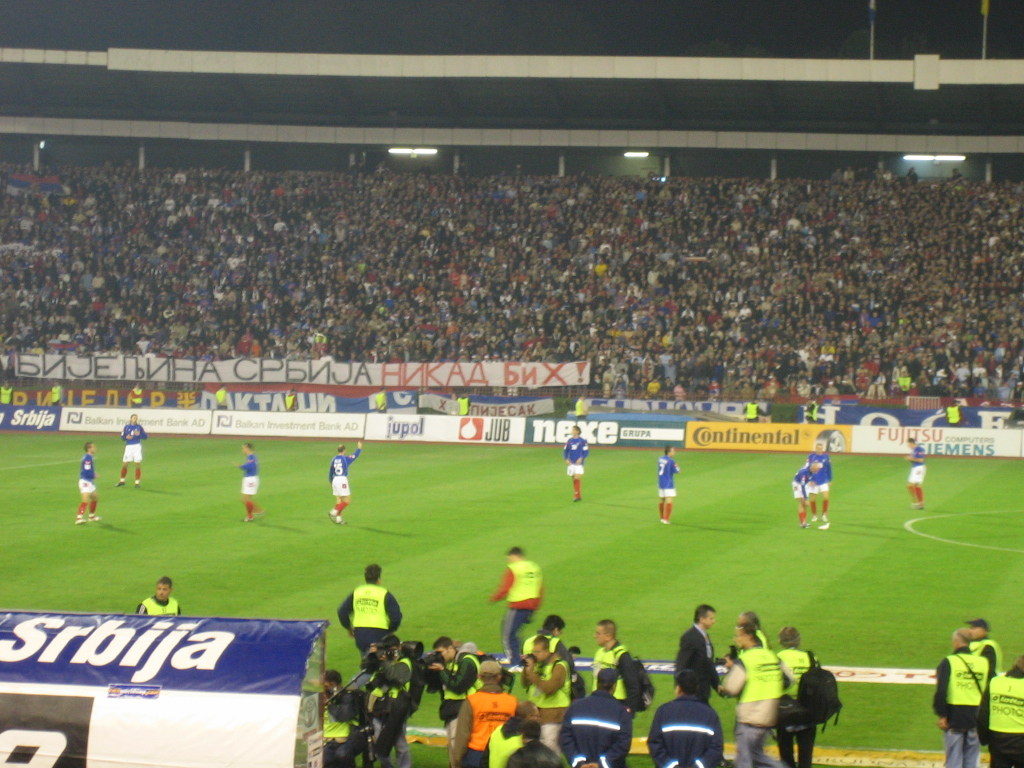
경기장 내부 모습

## 같이 보기
- FK 츠르베나 즈베즈다